# Első Szerb Önkéntes Hadtest
Az Első Szerb Önkéntes Hadtest (szerbül: Српски добровољачки корпус), vagy Első Szerb Hadtest az első világháború Nikola Pašić szerb miniszterelnök által létrehozott katonai alakulata volt, amelyet 1916 elején Odessza városában szerveztek meg. Ez a független önkéntes egység elsősorban az Oroszországban fogva tartott délszláv nemzetiségű osztrák-magyar hadifoglyokból állt, akik azt kérték, hogy a szerb hadsereg oldalán harcolhassanak. A hadtestben a hadifoglyok mellett a nyugati délszláv diaszpóra közösségeiből, különösen az Egyesült Államokból származó férfiak is szerepeltek. Annak ellenére, hogy a szerb nemzetiségű önkéntesek nagy számban meghaladták az összes többi etnikumot, a hadosztály tisztikarának jelentős része horvát és szlovén származású volt osztrák-magyar tartalékos tisztekből állt. 1917 áprilisában a hadosztály neve Szerbek, Horvátok és Szlovének Önkéntes Hadtestére változott. A haderő különösen jelentős helyet foglal el az első világháború történetében mind a különböző szláv etnikai csoportok részvétele, mind a szaloniki front végső hadműveleteiben betöltött szerepe miatt.

## Története

### Megalakulása

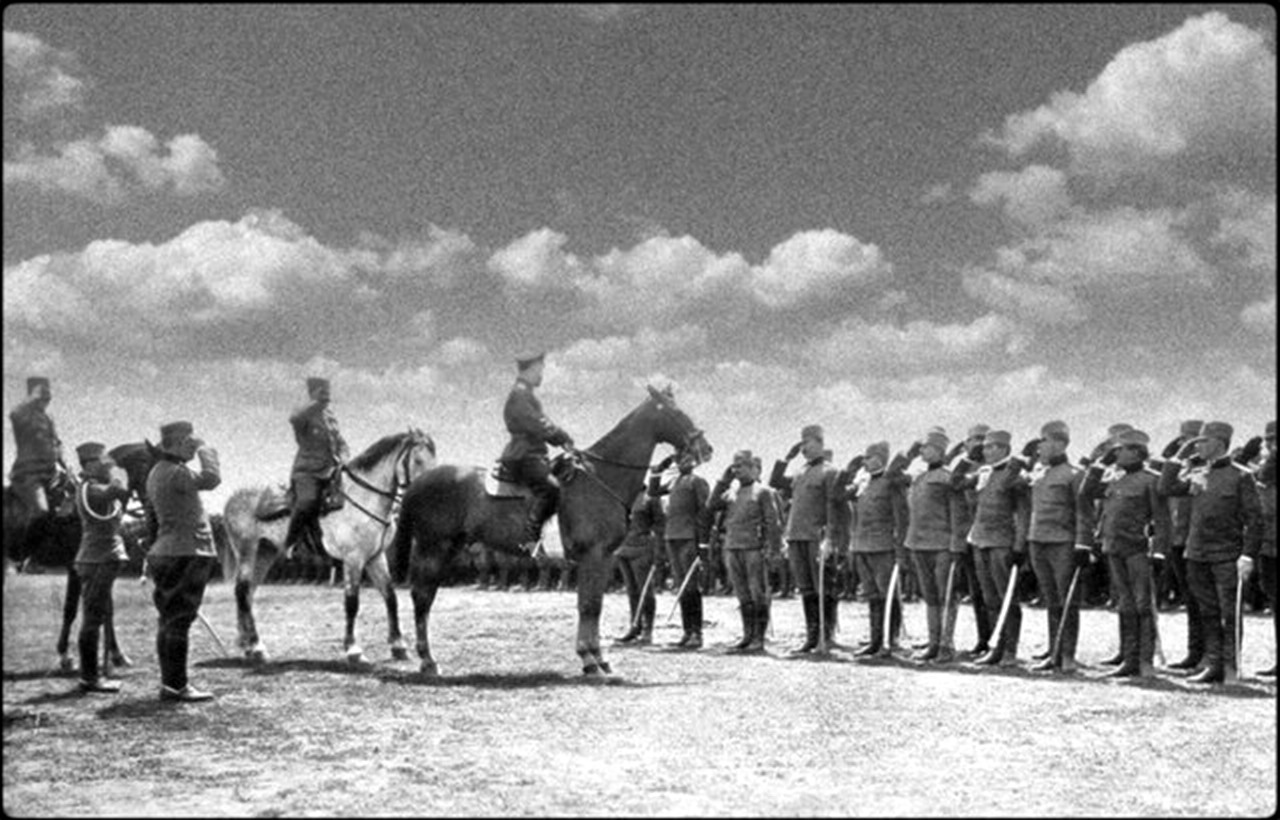
II. Miklós orosz cár megszemléli az Első Szerb Önkéntes Hadtest katonáit 1916 májusában Odesszában

A szerb hadifoglyok kérésére Marko Cemović oroszországi szerb konzul egy katonai parádé alkalmával kihasználta II. Miklós cár odesszai jelenlétét, hogy személyesen mutassa be a cárnak az elfogott osztrák-magyar katonák soraiból toborzandó szerb önkéntesekből álló hadtest tervét. 1915. november 7-én a cár beleegyezett, hogy önkéntes egységeket hozzon létre Oroszországban. 1916-ban a szerb hadsereg küldöttsége Oroszországba érkezett, és megkezdte az osztrák-magyar hadsereg elleni korai offenzíváik során az oroszok által foglyul ejtett szerb hadifoglyok beszervezését. Az első önkéntesek között voltak dalmáciai horvátok, bosnyák és szlovének is, akik „a jugoszláv egység szellemében” csatlakoztak.
A pánszláv egységéért az oroszok oldalán küzdő hadosztály körülbelül 10 000 fős létszámmal indult. Az önkéntesek azonban folyamatosan jelentkeztek, és 1916. augusztus közepére a hadosztály létszáma már elérte a 18 000 főt. A szerb vezérkart Vojin Čolak-Antić lovassági ezredes képviselte, aki a szaloniki frontról repült ide. II. Miklós, miközben a szerb diaszpórát saját céljaira akarta felhasználni, eleinte vonakodva támogatta az önkéntes hadosztály felállítását, mivel a hadifoglyok toborzása a volt országuk elleni harcra a hágai egyezmények értelmében háborús bűnnek minősült, azonban Alfred Rieber történész szerint a háborús szükségletek hamarosan legyőzték aggályait. Az önkéntes hadosztályban számos cseh és szlovák tiszt is tevékenykedett, akik később átkerültek az Oroszországban gyülekező csehszlovák fegyveres erőhöz, a Csehszlovák Légióhoz.

### A hadtest működése
A 23 500 fős Első Szerb Hadosztályt először a Zajoncskovszkij tábornok parancsnoksága alatt álló orosz 47. hadtest részeként a romániai dobrudzsai frontra küldték, hogy segítse a török és német egységekkel megerősített bolgár erőkkel harcoló román hadsereget. A hadosztály magas harci morált mutatott, de a nem megfelelő felszerelés hátráltatta, és a hadjárat 1939 halottal és 8000 sebesülttel borzalmasan végződött.

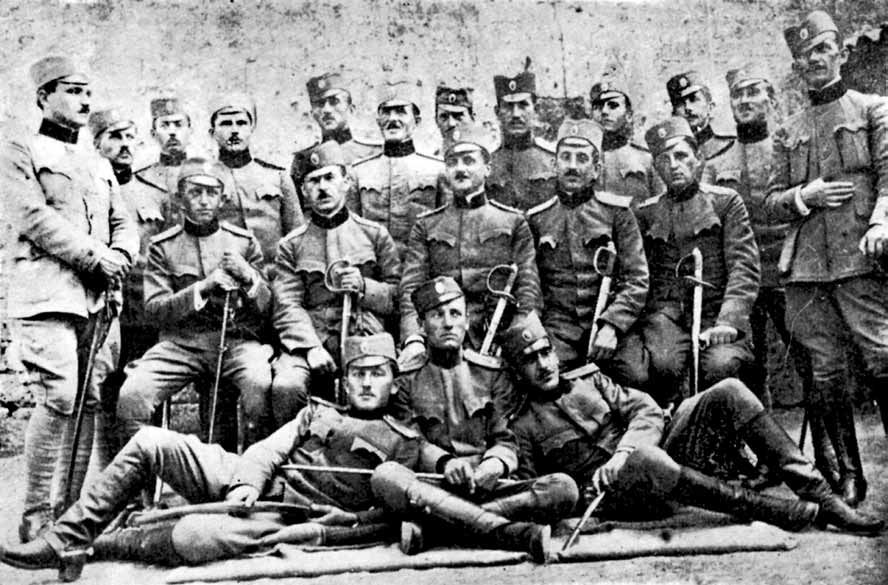
A Szerbek, Horvátok és Szlovének Önkéntes Hadtestének szlovén katonái 1917-ben Odesszában

1917 áprilisában a Pašić-kormány a volt hadifogoly tisztek nyomására és az akkori oroszországi forradalmi változások hatására egy második hadosztályt is létrehozott, és a két hadosztály a „Szerbek, Horvátok és Szlovének Önkénteseinek Hadteste” nevű új haderő részévé vált. A hadtest immár 42 000 főből állt, melyben a katonatanácsok is jelen voltak. 1917. július 29-én Mihajlo Zivković tábornok lett a hadtest parancsnoka. Az a döntés, hogy a hadtestet nem „jugoszláv”-nak nevezték el, ahogy azt a hadifogolytisztek kérték, hanem „szerbeknek, horvátoknak és szlovéneknek”, valamint az, hogy a szerb tisztek a szerb hadsereg részeként kezelték, a tömeges megmozduláshoz vezetett. Ez a horvát és szlovén tisztek lemondását eredményezte, akik inkább az orosz egységekhez való csatlakozást választották. Az 1917-es februári forradalom kezdete után 12 735 katona hagyta el a hadtestet, és néhányan az orosz ellenforradalom oldalán kötöttek ki.
1917-ben úgy döntöttek, hogy a hadtestet a macedón frontra küldik. Az első, 10 000 fős hadosztály, amely nyugat felé elhagyhatta Oroszországot az év végén érte el Szalonikit. Időközben a bolsevikok átvették a hatalmat Oroszországban, és úgy döntöttek, hogy a maradék 6000 ember útját minden lehetséges módon akadályozzák, megtagadva tőlük a nyugati utat, és arra kényszerítve őket, hogy a Transzszibérián keresztül menjenek Kínába, a japánok által birtokolt Port Arthurba. Innen egy hajón Hongkongba, onnan Egyiptomba, majd Szalonikibe küldték őket. Az első társaság miután tizenegy hét alatt 14 000 mérföldet tett meg, 1918. március 29-én érkezett meg a mikrai szerb táborba. A két hadosztályt a francia parancsnokság alatt álló Keleti Szövetséges Hadsereg szervezte újjá és fegyverezte fel újra, majd a szerb hadseregben 1918. január 14-én új jugoszláv egységként, 1. jugoszláv hadosztályként hozták létre.

## Öröksége
Rieber szerint, miközben a hadtest határozott szerepet játszott a keleti fronton folyó harcokban, a nacionalisták mindkét szerb hadosztály felnagyított hőstetteit propagandacélokra használták fel. Utólag visszatekintve, a csatatéren és azon kívül is fennálló feszültségek, amelyek nemcsak az etnikai örökség, hanem a gazdasági fejlettség és a politikai ideológia tekintetében is fennálltak, még akkor is, amikor a harcosok a központi hatalmakban közös ellenséggel néztek szembe, a jövőbeli Jugoszlávián belüli konfliktusokat vetítette előre. Stevan Hadžić szerint a dobrudzsai csata volt az első alkalom „ahol mindhárom testvérnemzet, a szerb, a horvát és a szlovén, először harcolt vállvetve a felszabadulásért és az egyesülésért”.

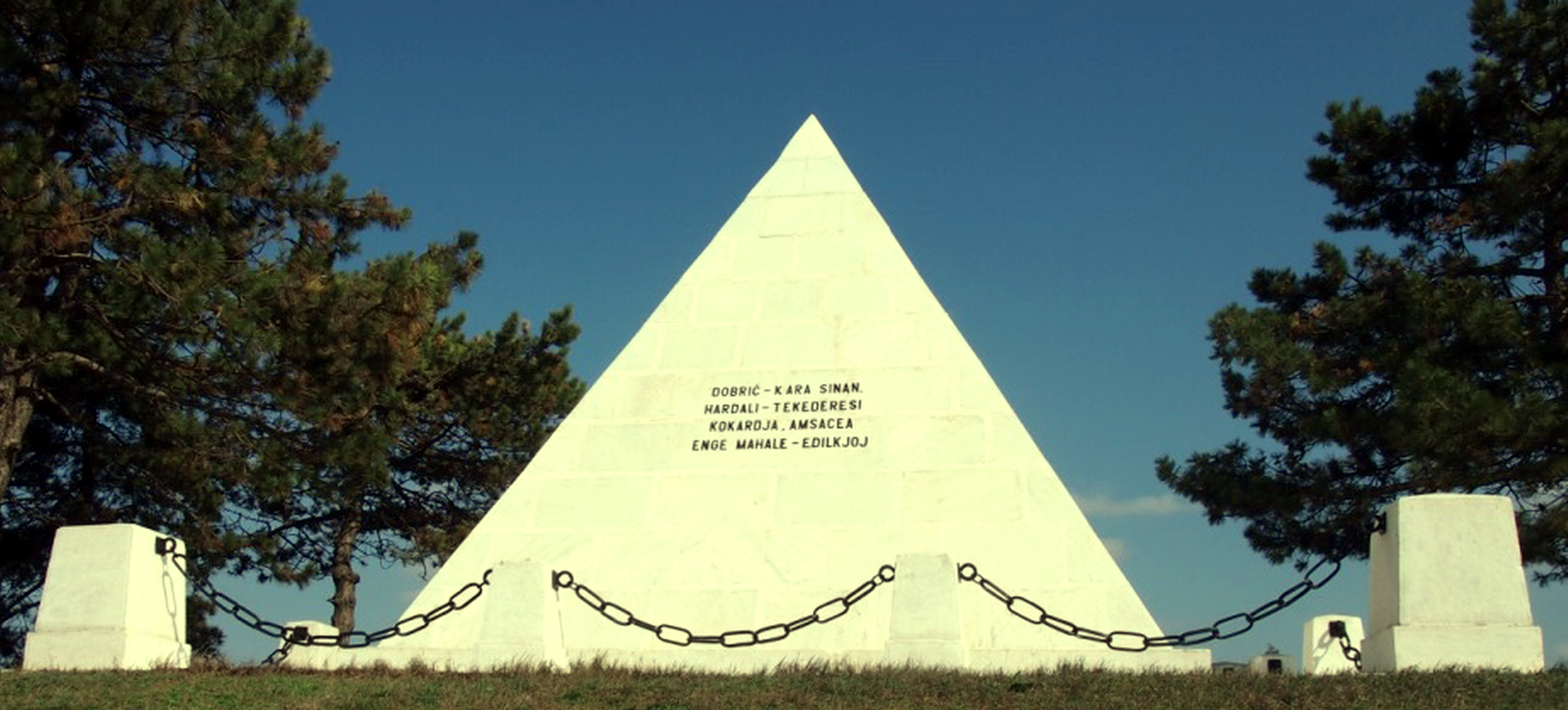
Az Első Szerb Önkéntes Hadosztály hőseinek emlékműve Medgidiában

Az Első Szerb Önkéntes Hadosztály hőseinek emlékműve (szerb cirill: Споменик јунацима Прве српске добровољачке добровољачке дивизије) egy fehér piramis emlékmű, amely Románia déli részén, Medgidia városának déli részén, Fekete-tengernél található. Az emlékművet 1926-ban szentelték fel az Első Szerb Önkéntes Hadosztály valamennyi egysége hősies küzdelméért való hála jeléül. Maga a terület több ezer ember maradványait tartalmazza, akik Dobrudzsa védelmében haltak meg. Egy 2013-as ünnepségen a helyi polgármester, Marian Iordache megjegyezte: „soha nem felejthetjük el teljesítményüket... így az idők végezetéig fennmarad."

## Fordítás
Ez a szócikk részben vagy egészben  a   First Serbian Volunteer Division című angol Wikipédia-szócikk ezen változatának fordításán alapul.  Az eredeti cikk szerkesztőit annak laptörténete sorolja fel. Ez a jelzés csupán a megfogalmazás eredetét és a szerzői jogokat jelzi, nem szolgál a cikkben szereplő információk forrásmegjelöléseként.